# José Mário Donizeti Baroni
José Mário Donizeti Baroni, detto Zé Mário (Ribeirão Preto, 1º maggio 1957 – Ribeirão Preto, 7 giugno 1978), è stato un calciatore brasiliano, di ruolo centrocampista. Morì di leucemia a 21 anni.